# (8846) 1990 RK7
A (8846) 1990 RK7 a Naprendszer kisbolygóövében található aszteroida. Henri Debehogne fedezte fel 1990. szeptember 13-án.